# 627030 Ciobanu
627030 Ciobanu è un asteroide della fascia principale interna. Scoperto nel 2008, presenta un'orbita caratterizzata da un semiasse maggiore pari a 1,943670 UA e da un'eccentricità di 0,099863, inclinata di 20,414365° rispetto all'eclittica.